# Ontmaskerd
Ontmaskerd is een Nederlandse stomme film uit 1915 van Mime Misu. De film heeft als alternatieve titel De Wereld.
Het verhaal draait om afpersing en chantage, waarbij een bekende bedrieger het leven van de anderen onmogelijk maakt.

## Rolverdeling
| Acteur              | Personage     |
| ------------------- | ------------- |
| Annie Bos           | Marfa Darbet  |
| Jack Hamel          | Henri d'Alba  |
| Johannes Langenaken | Bob           |
| Emmy Arbous         | Viola Sergrie |